# 카타갈루간
카타갈루간(타갈로그어: Katagalugan)은 19세기 필리핀에서 에스파냐로부터의 독립을 목표로 했던 비밀단체 카티푸난의 멤버들이 중심이 되어 1902년에 남부 루손섬과 민도로섬 등을 중심으로 한 지역에 세워져 짧은 기간 동안 존속한 공화국이다. 마카리오 사카이 장군이 대통령을, 프란시스코 카레온이 부통령을 맡았다. 사카이는 필리핀의 미군 점령군에 의해 필리핀 독립에 대한 어떤 시도도 범죄로 간주되던 때에 필리핀이 독립에 대한 자결권을 가지고 있다고 선언하였다.
공화국은 1907년 마카리오 사카이 및 핵심지도부가 미군당국에 의해 반역죄로 체포, 처형되면서 끝이 났다.
잔존세력은 아르테미오 리카르데등과 함께 일본으로 피신하였으며, 후의 2차 세계대전중 일본이 지원한 필리핀 제2공화국을 지원하기 위하여 복귀하였다.
카타갈루간 공화국에 해당하는 지역은 타갈로그어 사용지역과 일치하기 때문에 타갈로그어 지역(Tagalophone)이라는 의미로도 사용된다.

## 같이 보기
- 필리핀의 임시 대통령 목록